# Catolicismo en la Segunda República española

Bandera de la Segunda República española

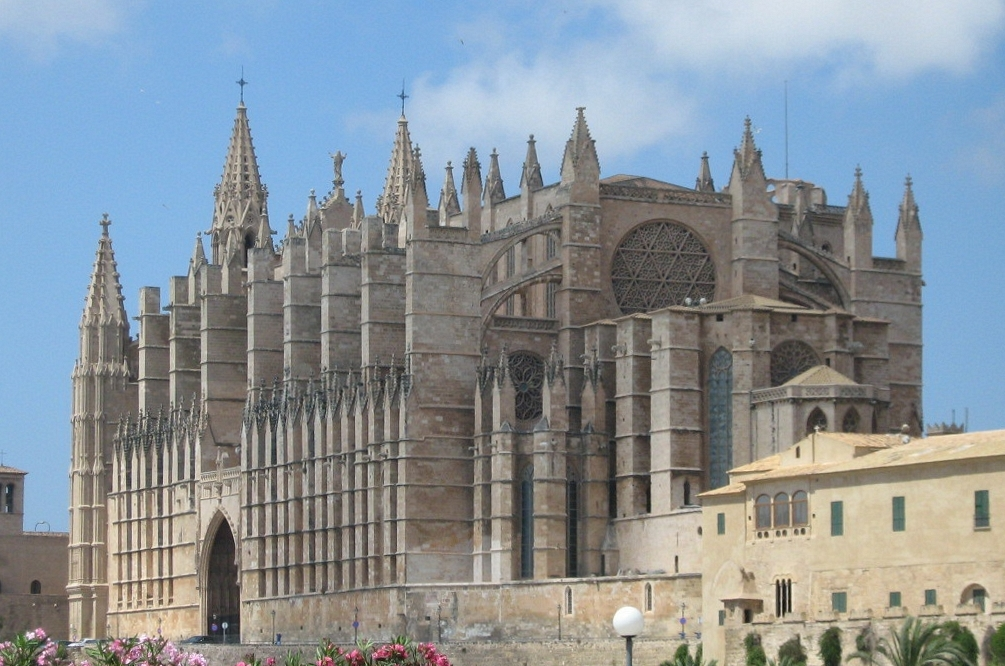
Catedral "La Seu" de Palma, Mallorca

El catolicismo en la Segunda República española fue un importante ámbito de disputa social, cultural y política a lo largo del periodo histórico, determinante en su desarrollo. Las tensiones entre la jerarquía católica y la República fueron evidentes desde el principio, lo que finalmente llevaría a la Iglesia católica a posicionarse contra la República y en colaboración con la dictadura de Francisco Franco.
El establecimiento de la República inició "la fase más dramática de la historia contemporánea tanto de España como de la Iglesia". A principios de la década de 1930, el debate sobre el papel de la Iglesia católica y los derechos de los católicos fue una de las principales cuestiones que obstaculizaron la obtención de una amplia mayoría democrática y "dejaron al cuerpo político dividido casi desde el principio". " La historiadora Mary Vincent ha sostenido que la Iglesia católica fue un elemento activo en la política polarizadora de los años anteriores a la Guerra Civil Española. De manera similar, Frances Lannon afirma que "la identidad católica generalmente ha sido prácticamente sinónimo de política conservadora de una forma u otra, y abarca desde el autoritarismo extremo hasta tendencias oligárquicas más suaves y el reformismo democrático". Las elecciones municipales de 1931 que desencadenaron laproclamación de la Segunda República y la Constitución española de 1931 "llevaron al poder un gobierno anticlerical ". El presidente del Gobierno Manuel Azaña afirmó que la Iglesia católica era en parte responsable de lo que muchos percibían como el atraso de España y abogó por la eliminación de sus privilegios especiales. Admirador de la Tercera República francesa anterior a 1914, quería que el nuevo régimen la emulara, hiciera gratuita y obligatoria la educación secular y construyera una base no religiosa para la cultura y la ciudadanía nacionales, necesarias para la actualización y europeización de España. .
Tras las elecciones de junio de 1931, las nuevas Cortes Constituyentes aprobaron un proyecto constitucional enmendado el 9 de diciembre de 1931. La constitución introdujo el matrimonio civil y el divorcio . También establecía una educación laica y gratuita para todos. Buscando reducir los privilegios de la Iglesia, se nacionalizaron sus propiedades y se exigió el pago del alquiler por el uso de propiedades que la Iglesia Católica había poseído anteriormente. Además, el gobierno prohibió las manifestaciones públicas religiosas, entre ellas las católicas, como las procesiones. Desterró el crucifijo de las escuelas y los jesuitas fueron expulsados del país. Las escuelas católicas continuaron, pero fuera del sistema estatal, y en 1933 una nueva legislación prohibió a todos los monjes y monjas dar clase.
En mayo de 1931, tras conspiraciones monárquicas, un estallido de violencia colectiva contra los supuestos enemigos de la República provocó el incendio de iglesias, conventos y escuelas religiosas en Madrid y otras ciudades del país.
En las elecciones de noviembre de 1933, la formación derechista Confederación Española de Derechas Autónomas (CEDA) emergió como el partido con más diputados en las nuevas Cortes. Sin embargo, el Presidente de la República Alcalá-Zamora invitó al radical Alejandro Lerroux que se convirtiera en presidente del gobierno.
El gobierno reprimió enérgicamente la huelga revolucionaria de octubre de 1934 protagonizada por sectores proletarios del Estado. Esto, a su vez, dinamizó movimientos políticos de todo el espectro en España, incluido un movimiento anarquista revivido y nuevos grupos reaccionarios y fascistas, incluida la Falange Española y un movimiento carlista revivido.
La violencia popular que marcó el comienzo de la Guerra Civil, se tradujo en la zona republicana en la persecución de sacerdotes, considerados enemigos ideológicos. Trece obispos y unas 7.000 miembros del clero (clérigos, monjes y monjas) fueron asesinados, casi todos en la primeros meses; y miles de iglesias fueron destruidas. Las zonas de mayor implementación católica, a excepción del País Vasco, apoyaron en gran medida a las fuerzas nacionalistas rebeldes de Franco contra el gobierno izquierdista del Frente Popular. Según el escritor benedictino don Hilari Raguer; "Al estallar la Guerra Civil Española, la gran mayoría, es decir casi toda la jerarquía de la Iglesia española, y casi todos los prominentes de entre los laicos, no sólo no hicieron nada para frenar el conflicto, sino que lo estimularon uniéndose casi en bloque a uno de los dos bandos, el bando que acabó siendo vencedor, y demonizando a quien trabajaba por la paz. La Iglesia española [-] calentó el ambiente antes de que comenzara y echó más leña al fuego después".

## Precedentes
España entró en el siglo XX como una nación predominantemente agraria que, además, acababa de perder sus colonias. El comienzo de siglo estuvo marcado por un desarrollo social y cultural desigual entre la ciudad y el campo, entre regiones, especialmente influenciado por la dispar industrialización del territorio en el siglo anterior. 'España no era un país sino una serie de naciones y regiones marcadas por su desigual desarrollo histórico.' Sin embargo, desde principios del siglo XX se ha producido un avance significativo en el desarrollo industrial. Entre 1910 y 1930, la clase trabajadora industrial se duplicó y superaba los 2 500 000. Los dedicados a la agricultura cayeron del 66% al 45% en el mismo período. Los gobiernos izquierdistas de la República concentraron sus principales reformas en tres sectores : la "aristocracia latifundista", la Iglesia y el ejército, aunque el intento se produciría en un momento de crisis económica mundial. En el sur, menos del 2% de los terratenientes poseían más de dos tercios de la tierra, mientras que 750.000 trabajadores se ganaban la vida a duras penas con salarios que no los libraban del hambre. Esto no ayudaba a las tendencias nacionalistas de algunos territorios, especialmente el catalán y el vasco, poco identificados con la clase dominante agraria y centralista en Madrid. Además, si bien España había sido hasta entonces oficialmente católica, en la práctica la identidad católica era muy variable, dependiendo de factores como la región,el estrato social, la propiedad, la edad y el sexo. El patrón general era el de una mayor práctica católica en gran parte del norte y menor en el sur ("las mismas regiones de la expulsión final de los moros y la reconquista católica en el siglo XV parecen nunca haber sido realmente conquistadas para el Iglesia."), y niveles más altos de práctica católica entre los pequeños agricultores que entre los trabajadores campesinos sin tierra. Además, "el proletariado urbano de Madrid, Barcelona, Bilbao, Valencia, Sevilla o los centros mineros de Asturias rara vez entraba en una iglesia (...) la Iglesia y sus asuntos eran simplemente ajenos a la cultura de la clase trabajadora urbana ". Como lo expresó Arboleya en su famoso análisis de 1933, describiendo el caso de apostasía masiva, especialmente entre el proletariado de las grandes ciudades españolas.
Los católicos españoles participaban en un enorme número de ritos religiosos, más allá de las obligaciones mínimas de la ortodoxia (la misa de los domingos, los sacramentos), tales como procesiones y devociones relacionadas con estatuas y santuarios. Al igual que el rosario y las novenas, éstas eran formas de adoración laicas más que sacerdotales. En el caso de algunos rituales religiosos públicos, la cuestión de si el ritual era principalmente religioso o político se convirtió en un problema. La campaña de los jesuitas para difundir la devoción al Sagrado Corazón estuvo "indisolublemente ligada a principios del siglo XX con los valores integristas de la extrema derecha del espectro político católico". Su publicación El Mensajero del Sagrado Corazón era profundamente antiliberal, nacionalista y entusiasta por ver 'el reinado social de Jesucristo en España'. La Compañía de Jesús hizo campaña por la entronización del Sagrado Corazón en oficinas, escuelas, bancos, ayuntamientos y calles de la ciudad. Se erigieron estatuas en cientos de ciudades y pueblos. Consideradas como símbolos de la intolerancia conservadora católica, las estatuas fueron demolidas por algunos anarquistas y socialistas en los primeros meses de la Guerra Civil Española en 1936 .

## La Segunda República

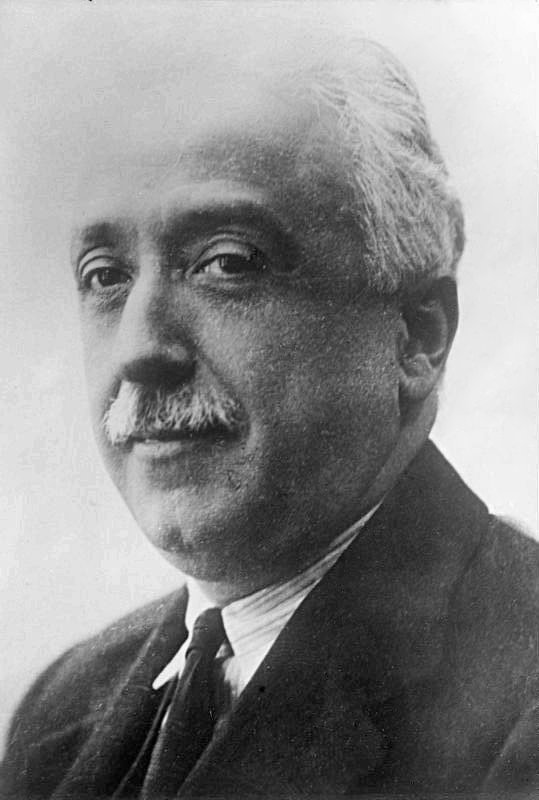
El Presidente de la República, Niceto Alcalá Zamora, en 1931.

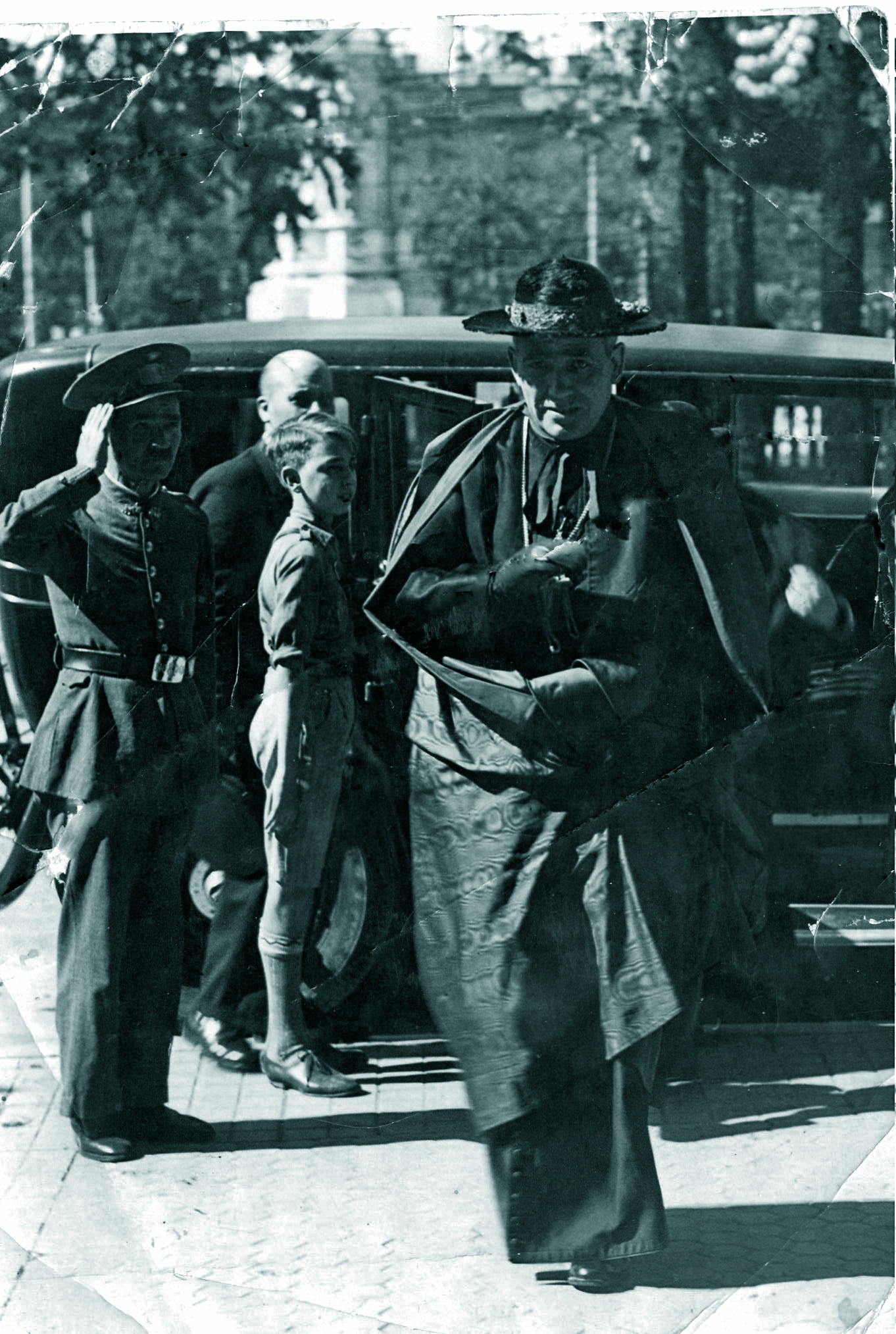
El Cardenal Segura - el más integrista de todos los prelados.

La Segunda República  se instauró el 14 de abril de 1931, tras la abdicación del rey Alfonso XIII, tras el evidente rechazo a la Corona en los resultados de las elecciones municipales. El nuevo gobierno, encabezado por el presidente Niceto Alcalá-Zamora, instituyó un programa reformista, que incluía reforma agraria, el derecho al divorcio, el voto de las mujeres (noviembre de 1933), la reforma del ejército y un régimen de autonomía para Cataluña y el País Vasco (octubre de 1936). La reforma fue rechazada simultáneamente por la derecha y por el principal sindicato anarquista del país, la Confederación Nacional del Trabajo. No obstante, uno de los cambios más controvertidos fue la llamada "separación de la Iglesia y el Estado". El artículo 26 de la Constitución republicana de 1931 y la legislación posterior detuvieron la financiación estatal de la Iglesia católica, ilegalizó a los jesuitas y otros institutos religiosos, prohibieron a los clérigos toda enseñanza en las escuelas, se apropiaron de las propiedades de la Iglesia católica y prohibieron las procesiones, estatuas y otros manifestaciones públicas religiosas. Estas restricciones ayudaron a alienar a una gran masa de la población católica. El republicanismo representaba una confrontación con todo lo que había sucedido antes, pudiendo resultar ofensivo para los creyentes: "En agosto de 1931, en Málaga, por ejemplo, las habituales celebraciones en honor de Nuestra Señora de la Victoria, bajo cuyo patrocinio la Corona española había expulsado a los 'moros' en 1497, fueron reemplazadas por un concurso de belleza para encontrar a la "Doña República" de la ciudad ". Las pérdidas políticas de la derecha en 1931 dejaron a algunos preparados para darle una oportunidad al nuevo régimen, "pero muchos más, particularmente aquellos en los círculos alrededor de Ángel Herrera Oria y Gil-Robles aceptaron las reglas del juego democrático sólo como un medio para destruir la República de 1931." La República sufrió ataques de la derecha (el fallido golpe de Sanjurjo en 1932), y de la izquierda (el levantamiento de Asturias en 1934 ), además de también sufrir el impacto de la Gran Depresión.
El gobierno de coalición adoptó su programa de separación de la Iglesia y el Estado, un auténtico sufragio universal y un sistema educativo laico. Se esperaba crear la nueva nación republicana a través de un sistema de educación estatal, laica, obligatoria, gratuita y disponible para todos. Esta medida enfrentó al gobierno con la Iglesia. La encíclica Divini illius magistri del papa Pío XI de 1929 decía que la Iglesia poseía "directa y perpetuamente" "toda la verdad" en la esfera moral. La educación era, por tanto, "primera y supereminentemente" una función de la Iglesia. Anteriormente, la influencia de la Iglesia en España se vio renovada con la restauración de los Borbones en el trono con el rey Alfonso XII, lo que hizo que el número de religiosos en las congregaciones religiosas se disparara. La España católica se veía alimentada principalmente por las escuelas, colegios, misiones, publicaciones, clínicas y hospitales de los institutos religiosos. La aristocracia latifundista y las clases medias-altas dieron edificios e ingresos a las congregaciones religiosas para financiar escuelas, hospitales y orfanatos. Ejemplos destacados incluyeron la colina del Tibidabo en Barcelona para Don Bosco y la Universidad Jesuita en Deusto, de la cual los jóvenes se irían "totalmente armados contra todos los errores modernos". Considerados antiliberales, atrajeron especial atención en los años 1931-33. En las elecciones de 1933, no menos de 20 exalumnos de Deusto fueron elegidos para las Cortes republicanas en las listas de partidos derechistas. Ángel Herrera Oria, director de El Debate, inspirador de la Confederación Española de Derechas Autonómicas, había pasado por Deusto. La disputa intelectual más firme contra los religiosos fue probablemente la de Miguel de Unamuno y su denuncia de los 'hijos degenerados' de Ignacio de Loyola, los jesuitas. Acusó a sus esfuerzos educativos de estar corrompidos por objetivos materialistas y apologéticos, subordinados a una plutocracia antiintelectual y que asfixiaban la modernidad, la reforma, la creatividad e incluso la verdadera espiritualidad con su filisteísmo e intolerancia.)
Durante la república democrática de 1931-36, muchos políticos católicos favorecieron el sufragio femenino debido a su probable beneficio para la derecha, dado el estereotipo de la época de que las mujeres serían fácilmente manipulables por los sermones que escucharían en misa. No obstante al mismo tiempo ridiculizaron las campañas por los derechos de las mujeres o las mujeres en el parlamento. Las mujeres constituían una parte importante de los católicos practicantes. Los sacerdotes varones les decían que obedecieran a sus maridos, 'en todo momento el mensaje era claro; los hombres nacieron para la autoridad y la responsabilidad social; las mujeres nacieron para la domesticidad, la maternidad o la renuncia sexual.' La militancia política no encajaba fácilmente con estos estereotipos; no existía un equivalente católico de la anarquista Federica Montseny, "aunque la Sección Femenina de la Falange fue agresiva en su propagación de una ideología autoritaria, antifeminista y cada vez más conservadora". ' "Cuando algunas mujeres católicas nacionalistas vascas centraron su atención en la década de 1930 en organizar reuniones y pronunciar discursos públicos, escandalizaron a los católicos contemporáneos... después de conquistar el País Vasco durante el primer año de la guerra civil, los soldados de la Cruzada Católica [el bando sublevado] expresaron su odio tanto por el nacionalismo vasco como por las mujeres políticamente activas al someter a estos Emakumes a la humillación de ser dosificados con aceite de ricino en público y afeitarles la cabeza".
Algunos historiadores han postulado que el enfoque "hostil" de las cuestiones de la Iglesia y el Estado fue una causa sustancial del colapso de la democracia y el inicio de la guerra civil. el historiador Stanley Payne ha escrito que "la República como régimen constitucional democrático estaba condenada al fracaso desde el principio". Víctor Pérez Díaz, en un libro reciente, caracterizó la reacción católica a la ofensiva anticlerical como una que movilizó "a las masas de campesinos y de las clases medias y las canalizó hacia organizaciones profesionales y políticas de derecha, preparadas para ello mediante décadas de cuidadoso trabajo organizativo. La extrema derecha pronto asumió la tarea de conspirar para derrocar al régimen. La derecha moderada se negó a declarar su lealtad inequívoca a las nuevas instituciones y coqueteó abiertamente con el autoritarismo.

### Reacción inicial de los católicos
La política electoral de la coalición republicana decía: "Católicos: el programa máximo de la coalición es la libertad de religión ... La republica (...) no perseguirá ninguna religión.". Aunque al principio hubo tensiones evidentes entre la jerarquía eclesiástica y la república, la jerarquía también aceptó formalmente la declaración, esperando una continuación del Concordato existente Al principio no existía oposición oficial ni organizada. La primera disidencia formal se produjo en mayo de 1931 cuando el cardenal ultraconservador de la archidiócesis de Toledo, Pedro Segura, publicó un escrito en defensa del anterior rey.

### Quema de conventos
Tras una provocación monárquica del día anterior, cuando la Marcha Real se interpretó ante la multitud en su paseo dominical en el Parque del Retiro de Madrid, el 11 de mayo de 1931 turbas de anarquistas y socialistas radicales saquearon la sede del movimiento monárquico en Madrid y luego procedieron a incendiarla y destruir más de una docena de iglesias en la capital. Se cometieron actos similares de incendios provocados y vandalismo en otras veinte ciudades del sur y este de España. 
A pesar de las protestas del ministro del Interior Miguel Maura, el gobierno se negó a intervenir y la fiebre del incendiarismo anticlerical se extendió rápidamente por otras ciudades: Murcia, Málaga, Cádiz, Almería. Cuando la Iglesia católica lo criticó por no hacer más para detener la quema de edificios religiosos en mayo de 1931, el presidente Azaña respondió que la quema de "todos los conventos de España no valía la vida de un solo republicano".
La quema de los conventos marcó el tono de las relaciones entre la izquierda republicana y la derecha católica. Los acontecimientos del 11 de mayo llegaron a considerarse un punto de inflexión en la historia de la Segunda República. Por ejemplo, José María Gil-Robles afirmó que los incendios del 11 de mayo destruyeron la precaria convivencia que se había establecido entre Iglesia y Estado. (De hecho, Gil-Robles persistió en ver las quemas como resultado de una acción planificada y coordinada por parte del gobierno republicano. El católico liberal Ossorio y Gallardo también creía en la probabilidad de una conspiración, pero como obra de agentes provocadores monárquicos). "A partir de ahora", escribe Ossorio, "la derecha se opuso rotundamente a Maura, como si él, un católico sincero, hubiera sido el responsable de quemar iglesias". El destino político del católico moderado Miguel Maura ejemplificó la difícil situación del centro en períodos de intensa polarización política. Aunque demostró su defensa de las propiedades de la Iglesia en mayo de 1931, la derecha católica todavía lo calificaba de alguien que consintió en "que España fuera iluminada" quemando iglesias".
Gil-Robles fue uno de los principales beneficiarios del descontento con Maura y uno de los primeros en capitalizarlo. Tras la aprobación de la Constitución de 1931 con sus artículos en relación a la Iglesia, Maura y Alcalá-Zamora dimitieron, aunque sus dimisiones no hicieron nada para reconciliarlos con la derecha agraria católica. Los republicanos católicos estaban solos.

### Constitución de 1931
En el otoño de 1931, se aprobó una nueva constitución para la naciente República. Seis artículos, muchos de ellos inspirados en la Constitución portuguesa de 1911, definían la nueva relación entre el Estado y la Iglesia: la prohibición de las procesiones religiosas públicas, limitación del trabajo de los institutos religiosos católicos, eliminación progresiva de la financiación estatal del clero y expropiación de las propiedades eclesiásticas. Su entrada en vigor provocó la dimisión de los republicanos católicos conservadores Alcalá-Zamora y Miguel Maura dimitieron del gobierno. No sólo los defensores de un estado confesional sino también algunos defensores de la separación entre iglesia y estado consideraron la constitución como hostil. Uno de ellos, José Ortega y Gasset, afirmó que "me parece muy impropio el artículo en el que la Constitución legisla las acciones de la Iglesia". Artículo 26: "uno de los artículos más divisivos de la constitución... prohibía a los religiosos enseñar, aunque no realizar trabajos de asistencia social.
En octubre de 1931, José María Gil-Robles, el principal portavoz de la derecha parlamentaria, declaró que la Constitución había "nacido muerta": una "Constitución dictatorial en nombre de la democracia". Robles quería utilizar los mítines masivos "para dar a los partidarios de la derecha un sentido de su propia fuerza y, ominosamente, acostumbrarlos a 'luchar, cuando sea necesario, por la posesión de la calle'". Frances Lannon caracteriza la constitución como la creación de un sistema democrático secular basado en la igualdad de derechos para todos, con disposiciones para la autonomía regional, pero también califica la constitución de "divisiva" en el sentido de que los artículos sobre propiedad y religión "desprecian los derechos civiles" y arruinaron las perspectivas de un grupo de católicos conservadores republicanos.
Frances Lannon, refiriéndose a los temores de la izquierda de que la influencia de la Iglesia en las escuelas fuera un peligro para la República, observó que "era evidente que el ambiente ideológico y el espíritu de las congregaciones eran antisocialistas, antiliberales y estaban impregnadas de los valores de la derecha política". Pone como ejemplo, "para transmitir la realidad más amplia", una revista escrita por una comunidad de mujeres en un prestigioso colegio de monjas de Sevilla. Lamenta, en abril de 1931, la salida del Rey, su desconfianza hacia la República ante cualquier movimiento contra la Iglesia, en noviembre de 1933 narra cómo van a votar, "un deber sagrado", "en circunstancias graves", y celebran la victoria de la derecha como "mejor de lo que podríamos haber esperado". El levantamiento asturiano trae consigo la declaración de que "la conducta del ejército fue magnífica y la rebelión fue aplastada paso a paso". En febrero de 1936 hay desesperación hasta la 'Relación de las heroicas jornadas patrias de Sevilla, julio de 1936', el eufórico relato del levantamiento contra la República. En 1937 el colegio del convento tiene noticias del propio Queipo de Llano, descrito con relatos delirantes de los desfiles militares y discursos de Quiepo y Franco en agosto, hasta el 18 de abril de 1939 reconocimiento oficial del colegio y carta del secretario de Franco en Burgos agradeciendo a la comunidad. por sus buenos deseos. "La revista no es excepcional", concluye Lannon, "las simpatías políticamente reaccionarias de los religiosos docentes fueron formadas y sostenidas por el contexto sociológico y las limitaciones de las escuelas".

### Comunidades religiosas: educación y bienestar
Las enfermedades, la pobreza y el analfabetismo eran problemas urgentes, pero en un país con un sistema fiscal que dejaba libre de impuestos la mayor parte de la riqueza real y un gran presupuesto militar, quedaba poco dinero público disponible para solucionarlo. Las necesidades de educación y bienestar se cubrían sólo parcialmente y las comunidades religiosas llenaban los huecos de la Administración. Frances Lannon (escribiendo en Privilege, Persecution and Prophecy) observa que incluso las instituciones financiadas por el estado o las autoridades provinciales o municipales dependían del personal religioso. Los Hermanos de San Juan de Dios, por ejemplo, se especializaban en hospitales infantiles y hogares psiquiátricos. En lo que respecta al bienestar, el gobierno central y local dependía absolutamente de las congregaciones religiosas para dotar de personal y abastecer sus instituciones. Esto se hizo explícito en los debates sobre las congregaciones religiosas en las Cortes constituyentes del 8 al 14 de octubre de 1931, y fue una de las principales razones por las que las congregaciones no se disolvieron por completo. Sin embargo, los religiosos a veces se vieron vilipendiados. A veces esto se debía a los diferentes mundos culturales habitados: por un lado, por religiosos, casi siempre de medios devotos y tradicionales, y, por otro, los pobres urbanos. A los primeros les parecía axiomático que la práctica religiosa debía ordenar la vida diaria de sus diversos protegidos, ya fueran niños, trabajadores o prostitutas reformadas. Sin embargo, hay pruebas abrumadoras que demuestran que esta típica imposición de la observancia religiosa como condición para poder recibir ayuda era profundamente resentida por los asistidos. Las zonas de clase trabajadora de las grandes ciudades eran conocidas por la virtual ausencia de práctica religiosa formal. Margarita Nelken, en los años 20, decía que los vecinos pobres de las zonas más degradadas de Madrid decían cosas terribles sobre la caridad de las asociaciones de mujeres laicas y 'ni una sola palabra de agradecimiento'. Frances Lannon ha especulado además que tal vez el resentimiento, generado al hacer que la caridad dependiera de pruebas religiosas; y la venta de bienes y servicios de casas religiosas (que socavaban a aquellos que luchaban por ganarse la vida en los márgenes de la sociedad urbana) explique por qué tantos hermanos y monjas, cuya labor social se podría haber esperado que los salvara del odio popular, fueron masacrados en los primeros meses de la guerra civil.

### Fundación de la CEDA
La Confederación Española de Derechas Autónomas (CEDA) fue fundada en febrero de 1933 y estuvo dirigida desde sus inicios por José María Gil-Robles. A pesar de descartar la idea de un partido "rígido", los líderes de la CEDA crearon una organización partidaria estable que conduciría a la derecha española a la era de la política de masas. La campaña contra la Constitución comenzó en el corazón castellano de la CEDA.

### Dilectissima Nobis
El 3 de junio de 1933, en la encíclica Dilectissima Nobis (Sobre la opresión de la Iglesia en España), el Papa Pío XI condenó la privación por parte del Gobierno español de las libertades civiles en las que supuestamente se basaba la República, destacando en particular la expropiación de propiedades y escuelas de la Iglesia. y la persecución de comunidades y órdenes religiosas. Exigió la restitución de las propiedades expropiadas, por las que la Iglesia debía pagar alquiler e impuestos para poder seguir utilizando. "Así, la Iglesia católica se ve obligada a pagar impuestos sobre lo que le fue quitado violentamente" También fueron expropiadas vestimentas religiosas, instrumentos litúrgicos, estatuas, cuadros, jarrones, gemas y objetos similares necesarios para el culto. La encíclica insta a los católicos en España a luchar con todos los medios legales contra estas injusticias.

### Elecciones generales de 1933
El anuncio de elecciones generales en noviembre de 1933 provocó una movilización sin precedentes de la derecha española. El Debate instruyó a sus lectores a hacer de las próximas elecciones una "obsesión", la "sublime culminación de los deberes ciudadanos", para que la victoria en las urnas pusiera fin al bienio progresista. Se puso gran énfasis en las técnicas de propaganda electoral. Gil-Robles visitó la Alemania nazi para estudiar métodos modernos, incluido el Rally de Nuremberg. Se estableció un comité electoral nacional, compuesto por representantes de la CEDA, alfonsistas, tradicionalistas y agrarios, pero excluyendo a los republicanos conservadores de Miguel Maura. La CEDA inundó localidades enteras con publicidad electoral. El partido produjo diez millones de folletos, junto con unos doscientos mil carteles de colores y se utilizaron cientos de automóviles para distribuir este material por las provincias. En todas las ciudades importantes se proyectaron películas propagandísticas por las calles en pantallas cargadas en grandes camiones.
La necesidad de unidad fue el tema constante de la campaña de la CEDA y la elección se presentó como una confrontación de ideas, no de personalidades. Se buscaba reducir la elección de los electores a un simple dualismo: votaban por la redención o la revolución, por el cristianismo o el comunismo. La suerte de la España republicana, según uno de sus carteles, había sido decidida por la "inmoralidad y la anarquía". Los católicos que continuaban proclamando su republicanismo fueron trasladados al campo revolucionario y muchos discursos sostuvieron que la opción republicana católica se había vuelto totalmente ilegítima. "Un buen católico no puede votar por el Partido Republicano Conservador", decía un editorial de Gaceta Regional. Se buscaba dar la impresión de que los republicanos conservadores, lejos de ser católicos, eran en realidad antirreligiosos.
En este ataque generalizado al centro político, la movilización de las mujeres también se convirtió en una importante táctica electoral de la derecha católica. En octubre de 1931 se fundó la Asociación Femenina de Educación. A medida que se acercaban las elecciones generales de 1933, se advirtió a las mujeres que, a menos que votaran correctamente, llegaría el comunismo "que arrancará a sus hijos de sus brazos, su iglesia parroquial será destruida, el marido que ama huirá de su lado autorizado por la ley del divorcio, la anarquía. Llegará al campo, el hambre y la miseria a tu casa." Oradores y organizadores de la AFEC instaron a las mujeres a votar '¡Por Dios y por España!'. Reflejando las cualidades femeninas enfatizadas por la AFEC, la autodenominada sección de defensa de la CEDA puso a los jóvenes activistas en primer plano. Este nuevo equipo de la CEDA estuvo muy presente el mismo día de las elecciones, cuando sus miembros patrullaron las calles y los colegios electorales de la capital provincial, supuestamente para evitar que la izquierda manipulara las urnas .

### Gobierno de lerroux
En las elecciones de 1933, la CEDA emergió victoriosa; sin embargo, sus diputados no eran sufricientes para conformar una mayoría parlamentaria. A pesar de su resultado, el presidente de la república Niceto Alcalá-Zamora se negó a invitar al líder de la CEDA, José María Gil-Robles, a formar gobierno. En cambio, asignó la tarea a Alejandro Lerroux del Partido Republicano Radical. La CEDA apoyó al gobierno de Lerroux y posteriormente recibió tres ministerios. La hostilidad entre izquierda y derecha aumentó especialmente de la formación del Gobierno en 1933. Además, la gestión de la nueva administración contribuyó a que España viviera huelgas generales y conflictos callejeros. Entre las huelgas destaca la llamada huelga revolucionaria de 1934. El gobierno de Lerroux suspendió muchas de las iniciativas del anterior gobierno de Manuel Azaña, provocando una rebelión minera armada en Asturias el 6 de octubre, y una rebelión autonomista en Cataluña. Ambas rebeliones fueron reprimidas (la rebelión de Asturias del joven general Francisco Franco y las tropas coloniales), seguidas de detenciones políticas y juicios masivos.
A medida que la situación política se deterioraba, los militantes de izquierda se volvieron más agresivos y los conservadores recurrieron a acciones paramilitares. Según fuentes oficiales, 330 personas fueron asesinadas y 1.511 resultaron heridas en la violencia política; los registros muestran 213 intentos fallidos de asesinato, 113 huelgas generales y la destrucción (normalmente mediante incendios provocados) de 160 edificios religiosos.

### Retórica anti-izquierdista
La revuelta de Asturias se sumaba a la lista de derrotas que la izquierda europea sufría en aquel momento: en Alemania, Hitler había destruido la organización del proletariado, liquidando el partido comunista más fuerte de Europa. En Austria, el corporativista católico Dolfuss, admirado por la CEDA, había utilizado fuerzas paramilitares para aplastar a los marxistas vieneses de todo tipo. Para la derecha española, Asturias era una prueba de los planes de la izquierda revolucionaria para España. Los rebeldes habían asesinado a treinta y cuatro sacerdotes y seminaristas: la mayor sangre clerical derramada en España en más de cien años.
En la católica Salamanca, por ejemplo, se exhortaba a los hijos e hijas de la Iglesia a celebrar con la oración y la penitencia la victoria en Asturias y reparar la figura majestuosa y victoriosa de Cristo Rey . "La figura de Cristo vestido de majestad también fue utilizada por la derecha católica como símbolo del triunfo de su causa. En España, como en Bélgica o México, Cristo Rey se había convertido en el símbolo del catolicismo militante". Por ejemplo, la católica Gaceta Nacional celebró la represión de las rebeliones y su editor dijo que los levantamientos habían sido seguidos no por represión sino por justicia. El periódico de la CEDA, El Debate, hablaba de 'las pasiones de la bestia'. "Contra las fuerzas deshumanizadas de la revolución internacional, que se cree que están manipuladas por las oscuras figuras de los comunistas soviéticos, los masones y los judíos; el ejército se mantuvo firme".
Como preludio a la campaña electoral de 1933 de la CEDA, Gil Robles había anunciado la necesidad de purgar la patria de "masones judaizantes" y las figuras típicas del judío codicioso y masón maquiavélico aparecían una y otra vez en la propaganda electoral del partido. La revista dominicana La Ciencia Tomista, publicada en San Esteban de Salamanca, proclamó la continua relevancia de Los Protocolos de los Sabios de Sión. Los marxistas judíos, expulsados de los guetos de todo el mundo, se refugiaban en España, donde "se establecen y se extienden, como en territorios conquistados".
"Esta retórica conspirativa salió a la palestra durante las campañas electorales de noviembre de 1933 y febrero de 1936, permitiendo en ambos casos a la derecha católica presentar la lucha en las urnas como una batalla apocalíptica entre el bien y el mal. La retórica extremista y la teoría de la conspiración antisemita, que prevalecía tanto entre los partidarios como entre los oradores de la CEDA, proporcionó un terreno común inmediato entre los parlamentarios católicos y la extrema derecha".
En 1934, un clérigo español llamado Aniceto de Castro Albarrán escribió El derecho a la rebeldia, una defensa teológica de la rebelión armada que fue serializada en la prensa carlista, publicada bajo las habituales licencias eclesiásticas.

### Juventudes de Acción Popular
Las Juventudes de Acción Popular, el ala juvenil dentro de la CEDA, pronto desarrolló su propia identidad diferenciándose del cuerpo principal de la CEDA y adoptando tintes fascistas. La JAP enfatizó la actividad deportiva y política. Tenía su propio periódico quincenal, cuyo primer número proclamaba: "Queremos un nuevo Estado". El disgusto de la JAP por los principios del sufragio universal era tal que sus decisiones internas nunca eran votadas. Como decía el punto decimotercero del JP: “Antiparlamentarismo. Antidictadura. El pueblo participa en el Gobierno de manera orgánica y no mediante una democracia degenerada.' La línea entre el corporativismo cristiano y el estatismo fascista se volvió muy delgada. Las tendencias fascistas del JAP quedaron vívidamente demostradas en la serie de mítines celebrados por el movimiento juvenil CEDA durante el transcurso de 1934. Usando el título de jefe, la JAP cultivó una intensa lealtad a Gil-Robles, imitando los títulos de Duce de Mussolini en Italia o de Führer de Hitler en Alemania. El propio Gil-Robles había regresado del mitin de Nuremberg de 1933 y elogió su "entusiasmo juvenil, impregnado de optimismo, tan diferente del desolado y enervante escepticismo de nuestros derrotistas e 'intelectuales'".

### Ultraderechización de la CEDA
Entre noviembre de 1934 y marzo de 1935, el ministro de Agricultura de la CEDA, Manuel Giménez Fernández, introdujo en el Parlamento una serie de medidas de reforma agraria destinadas a mejorar las condiciones del campo español. Estas propuestas moderadas encontraron una respuesta hostil de elementos reaccionarios dentro de las Cortes, incluido el ala conservadora de la propia CEDA, y la reforma propuesta no salió adelante. Fue seguido por un cambio de personal en el ministerio. El proyecto de reforma agraria resultó ser un catalizador para una serie de divisiones cada vez más amargas dentro de la derecha católica, fisuras que indicaban que la inminente desintegración de la CEDA. En parte como resultado del impulso de la JAP, el partido católico se había ido moviendo más hacia la derecha, forzando la renuncia de figuras moderadas del gobierno, incluido Filiberto Villalobos. Gil Robles no estaba dispuesto a devolver la cartera de agricultura a Giménez Fernández. Mary Vincent escribe que, a pesar de que la retórica de la CEDA apoyaba la enseñanza social católica, la extrema derecha finalmente prevaleció.

### Fracaso del catolicismo parlamentario
En las elecciones de 1936, una nueva coalición de socialistas (Partido Socialista Obrero Español, PSOE), liberales (Izquierda Republicana y Partido Unión Republicana), comunistas y varios grupos nacionalistas regionales ganaron unas elecciones extremadamente reñidas. Los resultados dieron el 34% del voto popular al Frente Popular y el 33% al actual gobierno de la CEDA. Este resultado, sumado a la negativa de los socialistas a participar en el nuevo gobierno, generó un temor generalizado a la revolución.
En las elecciones del 16 de febrero de 1936, la CEDA perdió el poder ante el izquierdista Frente Popular. El apoyo a Gil-Robles y su partido se evaporó casi de la noche a la mañana, fruto de la fuga de votos y afiliados de la CEDA a la Falange. Mary Vincent escribe que "(la) rápida radicalización del movimiento juvenil de la CEDA significó efectivamente que todos los intentos de salvar el catolicismo parlamentario estaban condenados al fracaso.

### Apoyo católico a la rebelión
Muchos partidarios de la CEDA dieron la bienvenida a la rebelión militar del verano de 1936 que condujo a la Guerra Civil Española, y muchos de ellos se unieron al Movimiento Nacional de Franco. Sin embargo, el general Franco estaba decidido a no tener partidos de derecha rivales en España y, en abril de 1937, la CEDA se disolvió.
Según María Vicente, "La tragedia de la Segunda República Española fue que incitó a su propia destrucción; la tragedia de la Iglesia fue que se alió tan estrechamente con sus autodenominados defensores que su propia esfera de acción quedó gravemente comprometida. La Iglesia, agradecida por la defensa a ultranza ofrecida primero por José María Gil-Robles y Quiñones y luego por Franco, entró en una alianza política que le impediría llevar a cabo la tarea pastoral con la que ella misma se había identificado".
Según Mary Vincent, "La Iglesia se convertiría en la fuente más importante de legitimación para los generales rebeldes, justificando el levantamiento como una cruzada contra la impiedad, la anarquía y el comunismo. Aunque una identificación tan estrecha con la causa nacionalista no llegó a elaborarse completamente hasta la carta pastoral conjunta de la jerarquía española de julio de 1937; no había duda de que la Iglesia se alinearía con los rebeldes contra la República. Tampoco hubo ninguna vacilación a nivel local. El único grupo importante de católicos que permaneció leal a la República fueron los vascos " De manera similar, Víctor M. Pérez-Díaz escribió: "La iglesia reaccionó a todo esto movilizando a las masas de campesinos y clases medias y canalizándolas hacia organizaciones profesionales y políticas de derecha preparadas durante décadas por su cuidadosa organización. La extrema derecha asumió la tarea de conspirar para derrocar al régimen. La derecha moderada se negó a declarar su lealtad inequívoca a las nuevas instituciones y coqueteó abiertamente con el autoritarismo.
Frances Lannon ha propuesto una visión que sugiere la existencia de una exigua minoría católica que vio en la cruzada de la Iglesia contra la República no una guerra santa defensiva que comenzó en 1936 y merecía su apoyo, sino una larga serie de compromisos de clase en materia política y políticas socioeconómicas que ayudaron poderosamente a crear el anticlericalismo despiadado y desesperado desatado por la guerra. Católicos republicanos como José Manuel Gallegos Rocafull, Ángel Ossorio y Gallardo, y José Bergamín, escribieron críticas mordaces al papel de la Iglesia por cubrir con un manto religioso los objetivos políticos, militares y de clase de los antirrepublicanos. El exjesuita Joan Vilar i Costa refutó la carta pastoral colectiva de 1937; el político católico democrático catalán Manuel Carrasco Formiguera fue ejecutado por orden de Franco en abril de 1938 porque tampoco estaba de acuerdo con las opiniones católicas oficiales. Estos hombres enfatizaron que la alineación antirrepublicana de la Iglesia no tiene su origen en las masacres de sacerdotes, monjes y fieles católicos por parte de grupos republicanos, aunque ciertamente se vio reforzada. Lannon concluye: "La cruzada había sido emprendida durante mucho tiempo por la Iglesia por sus propios intereses institucionales, por su supervivencia. El coste de su supervivencia fue la destrucción de la República."

## El Terror Blanco y el Terror Rojo
El episcopado español respaldó abrumadoramente la España de Franco. Una excepción notable fue Mugica, el obispo de Vitoria, quien escribió : "Según el episcopado español, en la España de Franco se administra bien la justicia, y esto sencillamente no es cierto. Poseo largas listas de cristianos fervientes y de sacerdotes ejemplares que han sido asesinados impunemente y sin juicio ni formalidad legal alguna." Hubo incidentes en los que los nacionalistas asesinaron a clérigos católicos. En un incidente particular, tras la captura de Bilbao, cientos de personas, incluidos 16 sacerdotes que habían servido como capellanes de las fuerzas republicanas, fueron llevadas al campo o a cementerios para ser asesinadas. En Navarra, el clero, que tenía tradición de estar dispuesto a tomar las armas, "fue extraordinario en el celo religioso-patriótico". Un sacerdote, que estaba escuchando la confesión de un preso socialista a punto de morir, lo inmovilizó cuando intentaba escapar mientras un avión los sobrevolaba, diciéndole que no podía permitirle salir antes de darle la absolución, por lo que el preso murió poco después. En las zonas nacionalistas, los párrocos podían decidir cuestiones de vida o muerte en las que podía ser fatal ser conocido como alguien que había votado por la izquierda o simplemente no había asistido a misa. Marcelino Olaechea, obispo de Pamplona, observó la situación; "En cada pueblo y ciudad veo levantarse una montaña gigantesca de heroísmo y un alma insondable llena de dolor y aprensión. Permítanme hablar de los miedos. Almas que, temblando de miedo, acuden en masa a la Iglesia deseando el bautismo y el matrimonio, confesión y Sagrada Comunión. Vienen sinceramente, pero no vinieron antes. Los eslabones de las cadenas que los mantenían prisioneros se han roto y corren hacia el calor y el consuelo de la fe pero traen consigo también el miedo, que el alma como un puñal. "
En la zona republicana, el clero y los fieles católicos fueron atacados y asesinados como reacción a las noticias de la revuelta militar. Las iglesias, conventos, monasterios, seminarios y cementerios católicos romanos fueron saqueados, quemados y profanados. 13 Fueron asesinados obispos de las diócesis de Sigüenza, Lérida, Cuenca, Barbastro Segorbe, Jaén, Ciudad Real, Almería, Guadix, Barcelona, Teruel y la auxiliar de Tarragona . Conscientes de los peligros, todos decidieron permanecer en sus ciudades. No puedo ir, sólo que aquí está mi responsabilidad, pase lo que pase, dijo el Obispo de Cuenca Además 4.172 sacerdotes diocesanos, 2.364 monjes y frailes, entre ellos 259 clarentinos, 226 franciscanos, 204 Escolapios, 176 Hermanos de María, 165 Hermanos Cristianos, 155 Agustinos, 132 dominicanos, y 114 Los jesuitas fueron asesinados. En algunas diócesis fueron asesinados varios sacerdotes seculares:
- En Barbastro fueron asesinados 123 de 140 sacerdotes.[72] alrededor de 88 % del clero secular fueron asesinados, 66 %.
- En Lérida, fueron asesinados 270 de 410 sacerdotes.[72] alrededor de 62 %
- En Tortosa, 44 % de los sacerdotes seculares fueron asesinados.[73]
- En Toledo fueron asesinados 286 de 600 sacerdotes.[72]
- En las diócesis de Málaga, Menorca y Segorbe, aproximadamente la mitad de los sacerdotes fueron asesinados"[72][73]
- En Madrid fueron asesinados 4.000 sacerdotes.

Una fuente registra que 283 monjas fueron asesinadas, algunas de las cuales fueron gravemente torturadas.[cita requerida] Los fieles católicos fueron obligados a tragar rosarios, arrojados a pozos de minas y los sacerdotes fueron obligados a cavar sus propias tumbas antes de ser enterrados vivos. La Iglesia Católica ha canonizado explícitamente a varios mártires de la Guerra Civil Española y beatificado a cientos más, dado que el martirio es una vía de santidad.

## Participación extranjera
La Iglesia católica describió la guerra en España como una guerra santa contra los "comunistas impíos" y llamó a los católicos de otros países a apoyar a los nacionalistas contra los republicanos. Aproximadamente 183.000 tropas extranjeras lucharon para los nacionalistas de Franco. No todos fueron voluntarios y no todos los que se ofrecieron lo hicieron por motivos religiosos. Hitler envió la Legión Cóndor: 15.000 pilotos, artilleros y tripulaciones de tanques alemanes. Mussolini envió 80.000 tropas italianas, una medida que mejoró su popularidad entre los católicos italianos. Salazar de Portugal envió 20.000 soldados. Aproximadamente 3.000 voluntarios de todo el mundo se unieron a los nacionalistas de países como el Reino Unido, Australia, Francia, Irlanda, Polonia, Argentina, Bélgica y Noruega.

## Legado

### Beatificaciones
El Papa Juan Pablo II beatificó a un total de unos 500 mártires en los años 1987, 1989, 1990, 1992, 1993, 1995, 1997 y el 11 de marzo de 2001. Unos 233 clérigos ejecutados fueron beatificados por el Papa Juan Pablo II el 11 de marzo de 2001. Sobre la selección de candidatos, explicó el arzobispo Edward Novack de la Congregación de los Santos en una entrevista con L'Osservatore Romano : "Ideologías como el nazismo o el comunismo sirven como contexto de martirio, pero en primer plano la persona destaca por su conducta y, caso por caso, es importante que las personas entre las que vivió afirmen y reconozcan su fama como mártir y luego le recen, obteniendo gracias. No son tanto las ideologías las que nos preocupan, sino el sentido de fe del Pueblo de Dios, que juzga el comportamiento de la persona".
Benedicto XVI beatificó a 498 mártires españoles más en octubre de 2007,  en lo que se ha convertido en la ceremonia de beatificación más grande en la historia de la Iglesia Católica.  En un discurso ante 30.000 peregrinos en la Plaza de San Pedro, el Papa Benedicto XVI rindió homenaje a los mártires de la Guerra Civil y los encaminó hacia la santidad. "Su perdón hacia sus perseguidores debería permitirnos trabajar por la reconciliación y la coexistencia pacífica", afirmó. La beatificación masiva por parte del Papa del clero aliado con Franco durante la Guerra Civil causó indignación en la izquierda en España. Algunos han criticado las beatificaciones por deshonrar a los no clérigos que también murieron en la guerra, y por ser un intento de desviar la atención del apoyo de la Iglesia a Franco (algunos sectores de la Iglesia llamaron a la causa nacionalista una "cruzada"). Los críticos han señalado que sólo se honraron a sacerdotes alineados con las tropas de Franco. En este grupo de personas, el Vaticano no ha incluido a todos los mártires españoles, ni a ninguno de los 16 sacerdotes que fueron ejecutados por el bando nacionalista en los primeros años de la guerra. Esta decisión ha provocado numerosas críticas por parte de familiares supervivientes y de varias organizaciones políticas en España. “Los sacerdotes asesinados en Cataluña o el País Vasco leales a la república no están siendo beatificados”, Alejandro Quiroga, profesor de Historia de España en la Universidad de Newcastle, caracterizó las beatificaciones como “...una lectura política muy selectiva de todo el asunto”. 
El acto de beatificación también ha coincidido en el tiempo con el debate sobre la Ley de Memoria Histórica (sobre el tratamiento de las víctimas de la guerra y sus secuelas) impulsado por el Gobierno de José Luis Rodríguez Zapatero.
En respuesta a las críticas, el Vaticano ha descrito las beatificaciones de octubre de 2007 como relacionadas con virtudes personales y santidad, no con ideología. No se trata de "resentimiento sino ... reconciliación". El Vaticano dijo que no estaba tomando partido, sino que simplemente deseaba honrar a aquellos que habían muerto por sus creencias religiosas. El gobierno español apoyó las beatificaciones, enviando en representación al ministro de Asuntos Exteriores, Miguel Ángel Moratinos, a la ceremonia.

### Falta de disculpa
En su mayor parte, la Iglesia católica siempre ha destacado su papel de víctima en la guerra civil. Sin embargo, en el acontecimiento más famoso de la asamblea conjunta de obispos y sacerdotes de septiembre de 1971 se aprobó por mayoría, pero no la mayoría de dos tercios necesaria para la aceptación formal, la declaración de que; "Reconocemos humildemente y pedimos perdón porque no supimos, cuando era necesario, ser verdaderos ministros de la reconciliación en medio de nuestro pueblo desgarrado por una guerra fratricida". En noviembre de 2007, el obispo Ricardo Blázquez, presidente de la Conferencia Episcopal de España, dijo que la Iglesia también debe buscar el perdón por “actos concretos” durante el período de conflictos. “En muchas ocasiones tenemos motivos para agradecer a Dios por lo hecho y por las personas que actuaron, [pero] probablemente en otros momentos (. . .) deberíamos pedir perdón y cambiar de dirección”
En 2009 los obispos de Guipúzcoa, Álava y Vizcaya emitieron una disculpa pública por el "silencio injustificado de nuestros medios oficiales de la Iglesia" respecto de los asesinatos y ejecuciones indiscriminadas del régimen franquista. Sin embargo, a pesar de las repetidas visitas papales a España en los últimos años, hasta el momento el Vaticano no ha presentado ninguna disculpa. Las autoridades vaticanas eluden la cuestión de la complicidad histórica con una dictadura que llegó al poder después de una sangrienta Guerra Civil, apoyada por la Alemania nazi y la Italia fascista, así como con las atrocidades de la fase del Terror Blanco . Si bien el Vaticano ha beatificado recientemente a las víctimas religiosas del Terror Rojo, ha negado la beatificación a muchas víctimas religiosas republicanas españolas del Terror Blanco. Así, al seguir tomando partido, no ha iniciado hasta ahora un proceso de reconciliación en España.